# Očeslavci
Očeslavci este o localitate din comuna Gornja Radgona, Slovenia, cu o populație de 143 de locuitori.